# Трновац (биљка)
Трновац или гледичија (Gleditsia triacanthos) припада подфамилији Caesalpinoideae, једној од 6 подфамилија фамилије Fabaceae. Род је добио назив по Јохану Готлибу Гледичу (Johann Gottlieb Gleditsch (1714 –1786) немачком лекару и ботаничару пиониру у истраживањима полности и размножавања биљака. Епитет врсте значи „тротрн” (са три трна) због великих трнова груписаних у групе по три на гранама и дуж стабла.

## Опис врсте
Листопадно дрво. отворене круне расте до 45 m. Дуж стабла и дуж нижих грана расту 20 cm дуги разгранати трнови. Кора је глатка, браонсива са издуженим површинама издељеним браздама.
Листови наспрамно распоређени, једноструко или двоструко парно перасти, 10-20 cm дуги, са до 300 лиски 1-3 cm дугих, сјајних и нешто светлијих с наличја. Пре опадања, које је доста рано ујесен, жуте.
Цветови су зелено жути, миришљави, мали и бројни у висећим гроздастим цвастима 5-13 cm дугим, на истом стаблу су мушке и женске цвасти. Некад се јављају на одвојеним стаблима или су цвасти хермафродитне. Цвета током маја-јуна.
Плод је махуна која се не отвара, дугачка 15-40 cm и 2,5-3,5 cm широка, тамнобраон до бордо боје по сазревању, често спирално увијена, са лепљивим, слаткастом пулпом између семена; семе је овално око 1 cm дужине. Плодоноси септембар-октобар, плодови понекад остају на стаблима до фебруара.

## Ареал
Углавном се распростире на средњем западу САД, од западних падина Апалчких планина до источних делова Велике равнице расута је од централно-источних делова САД од централне Пенсилваније до југоистока Јужне Дакоте, јужно до централног Тексаса, источно до јужне Алабаме, затим кроз југоисточне делове Алабаме до западног Мериленда. Ободне популације захватају југоисточне делове Флориде, западни Тексас и централно-западне делове Оклахоме.
Натурализована је источно од Апалачких планина од Јужне Каролине северно до Пенсилваније, Њујорка, Нове Енглеске и Нове Шкотске. Ван Северне Америке интридукована је у Индији, Новом Зеланду и северној Африци. У Европи је широко гајена, а у неким земљама установљена је инвазивност: Балеари, Канарска Острва, Корзика, Кипар, Француска, Италија, Молдавија, Румунија, Шпанија.

## Биоеколошке карактеристике
Јавља се на добро дренираним земљиштима, шумовитим узвишењима и ивицама шуме, каменитим странама узвишења. Често се налази на влажним, хранљивим земљиштима близу водотока и језера. Толерантна је на плављење, а отпорна је и на сушу и заслањено земљиште. Пионирска је врста у низијским пределима. Може се наћи испод 760 m н.в. али на неким местима до 1500 m н.в. Најбоље расте на неутралним земљиштима (pH од 6,8 до 7,2), мада је толерантна на кречњак, сува и заслањена земљишта. Врста није толерантна на засену и плодоносе само стабла на отвореним стаништима и ивицама шуме. Расте брзо а животни век је максимално око 125 година. Гледичија лако страда у пожарима због танке коре, али се обнавља избојцима. Повремени пожари могу формирати отворена станишта са могућношћу ширења у низијским шумама. Гледичија није азотофиксатор.

## Значај
Гледичија се широко користи као брзорастућа украсна врста. Често се користи у урбаним екстремним условима средине као што су топлотна острва на паркиралиштима и шетачким скверовима. Погодна је за контролу ерозионих подручја и заштиту од ветра и врста је пионирске вегетације на деградираним стаништима рударских јаловишта. Због ситних листова и светле круне, дрво даје слабу сенку која дозвољава могућност раста траве и перена које подносе лаку сенку.
Прекомерно гајење гледичије у градским условима допринело је ширењу које може да умањити биодиверзитет аутохтоних врста. Птице и сисари врше дисперзију семена. Птице разносе семе на веће удаљености па може постати инвазивна и коров на природим стаништима. Може да буде инвазивна на кречњачким узвишењима и стеновитим странама и на напуштеним пашњацима. Способност да постане инвазивна зависи од светлосних услова средине.
Махуне су јестиве и неке птице, и глодари их користе као храну. Зечеви једу и меку кору током зиме а стока и јелени једу младице и младе изданке. Стока не вари семе али овце да.
Дрво гледичије је густо, тврдо, збијене, јаке, чврсте текстуре, отпорно на ударце, може се полирати и растворљиво је у додиру са земљом. Може се користити за палете, гајбе, основне конструкције, намештај, за огрев, железничке прагове налази примену и у бродарству, али не спада у економски исплативо дрво.
Гледичија је коришћена од стране Индијанаца који су сушили махуне и користили као заслађивач мада има података да је иритирајућа за непца и понекад отровна. Ферментирањем плодова може се добити алкохолно пиће. У Америци се понекад кува семе или се пржи и користи као замена за кафу. Јединке добијене са стабала из јужних провенијенција дају слађе плодове од оних са севера. Упркос свом називу на енглеском (honey locust) који потиче од слатког укуса каше махуна, трновац није значајна медоноша па се не препоручује пчеларима за садњу.

## Размножавање
Најчешће се размножава генеративним путем. Семе карактерише дормантност семењаче, тако да семе захтева третман скарификације, али та особина семењаче чини семе макробиотичким; семе је вијабилно више деценија. Гледичија почиње са рађањем семена од 10. и рађа до 100. године, са оптимумом продукције семена између 25 и 75 године. Урод се јавља сваке године али пун урод обично сваке друге.
У природним условима, семењача постаје пермеабилна после више смена топлих и хладних периода, влажења и сушења, тако да се клијање јавља и после неколико година. Семе разносе птице и глодари који га користе у исхрани, али бизони имају историјску улогу у дисперзији семена гледичије. Клијавост се драстично повећава проласком кроз дигестивни тракт ових животиња.
Гледичија се још размножава и коренским избојцима. Ваздушно полегање није дало добре резултате, а зелене резнице се добро ожиљују под мистом (преко 50%), али лоше под фолијом (испод 20%). Оне се побадају у јуну у супстрат од тресета и песка (3:1) уз озлеђивање и третман фитохормоном (IBA 1-2%).
Од хетеровегетативних метода користи се окулирање. Изглед пупољака и одрвењеност ткива захтева доста вештине да се направи штит, па је лакше племке резати када је ткиво зелено и када кора још није жута или смеђа, што је знак да је дрво лигнифицирано. При калемљењу култивара трновца као подлога користе се генеративне подлоге трновца, док се са багремом као подлогом јавља тренутна инкомпатибилност. Применом форкертове методе може поред собног калемљења да се окулира на отвореном у климатски неповољнијим условима.

## Култивари
Култивисани су таксони са различитим облицима круне, различитим гранањем и бојом листа, многи немају трнове и не дају плод. Основу за сорте без трнова представља природни таксон Gleditsia triacanthos L. f. inermis (L.) C. K. Schneid. тако је и са највише коришћеним клоном Gleditsia triacanthos f. inermis 'Skyline' познатим и као 'Sunburst'. Знатно ређи су висећи клон Gleditsia triacanthos var. inermis 'Emerald Cascade', и тамнозелени клон који даје гушћу сенку Gleditsia triacanthos var. inermis 'Shademaster' и Gleditsia triacanthos var. inermis 'Elegantissima'.